# Khipu
khipu (sic) es una empresa especializada en servicios de pago electrónico chilena fundada en 2011 que se dedica al procesamiento de pagos en línea, procesando cobros por transferencias electrónicas simplificadas, siendo proveedores de pasarelas de pago personalizadas para cada uno de sus clientes. Tiene presencia en Chile y Argentina  y su director es Roberto Opazo.
Ha ido creciendo desde su creación en el año 2013, cuando partió como una opción a Transbank, para luego afianzarse como una alternativa segura, reconocida incluso en con el Premio Nacional de Innovación (Avonni) en 2016, principalmente por la seguridad de las transacciones.

## Historia
La empresa fue concebida y fundada por Roberto Opazo y Emilio Davis a finales del año 2011. Durante el 2013 se sumó Luís Hernán Paúl, como inversionista ángel y miembro del directorio. Actualmente, la propiedad de la empresa es compartida con otros miembros estratégicos del equipo que se sumaron como inversionistas a través de una ronda de micromecenazgo gestionada en Broota.
El nombre khipu proviene de la palabra "Quipu", o nudo en quechua, que fue una herramienta utilizada por los incas para llevar el registro y la contabilidad. Formalmente, khipu es una sociedad por acciones, constituida en Chile con la razón social “khipu SpA” cuyo domicilio legal es en la comuna de Providencia.
En 2021, BancoEstado impidió que sus clientes usarán este sistema para pagar en los comercios online, debido a una política de seguridad del banco que prohíbe las automatizaciones en su sistema.
Khipu implemento medidas tecnológicas para impedir el bloqueo de clientes de Banco Estado, y volvió a operar normalmente con dicho banco al poco tiempo.